# Chiesa di Santa Cristina (Cesena)
La chiesa di Santa Cristina è un edificio di culto cattolico situato in contrada Chiaramonti, nel centro storico di Cesena.

## Storia

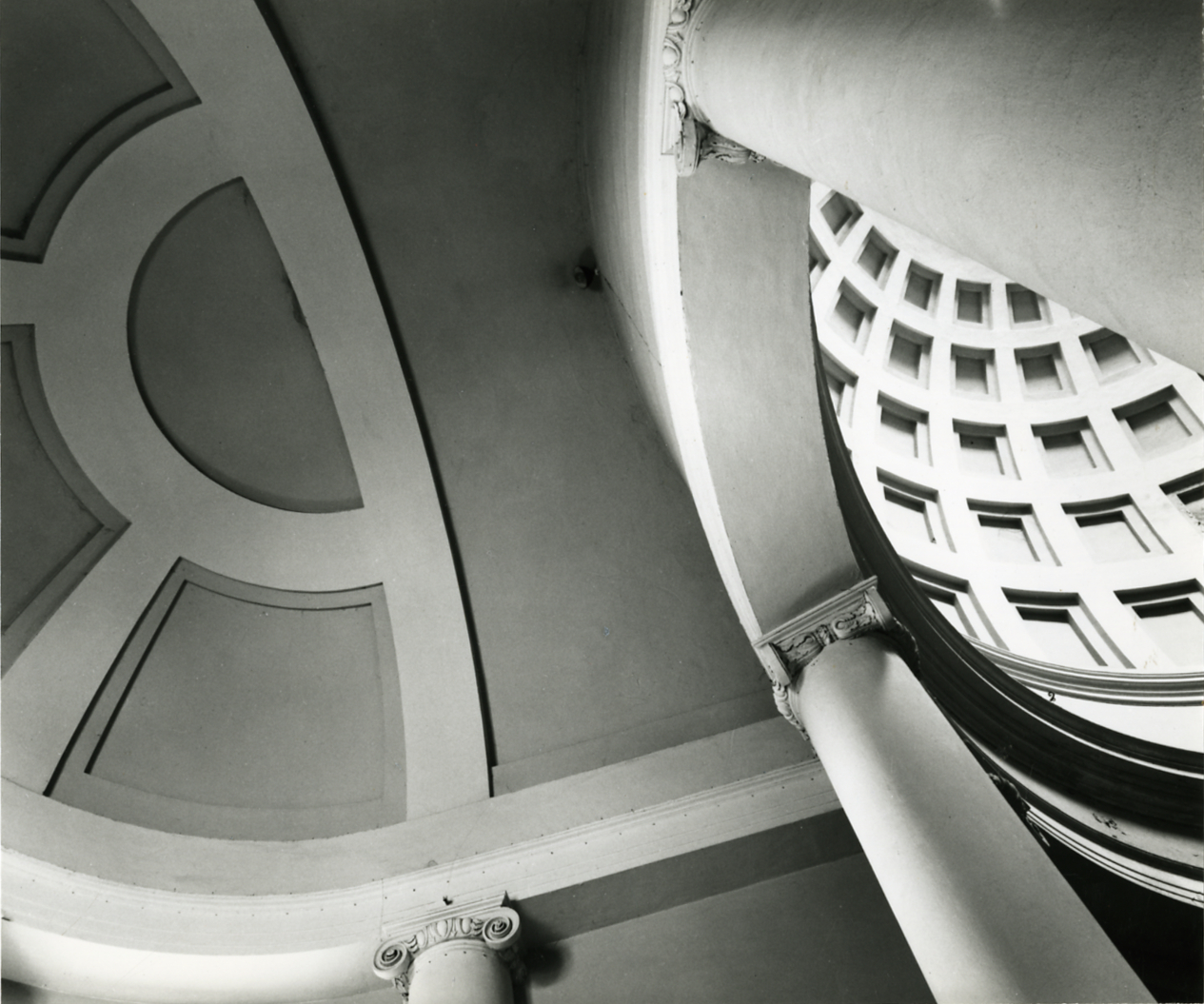
Dettagli dell'interno in una foto di Paolo Monti del 1968

Di origine medievale, fu riedificata più volte nel corso dei secoli, in particolare nel 1470, nel 1630 e nel 1740, quando fu risistemata da Francesco Zondini.
Tuttavia, una nuova ricostruzione si ebbe per volere di papa Pio VII, su richiesta della sorella Ottavia, avvenuta durante la permanenza del pontefice a Cesena, nel 1814. Il papa ne affidò il progetto a Giuseppe Valadier e ne spedì i disegni a Cesena. A capo della deputazione incaricata dell'esecuzione fu posto Scipione Chiaramonti, nipote del pontefice.
La chiesa fu definitivamente terminata nel 1825 con poche varianti rispetto al progetto originale.

## Descrizione
La facciata è preceduta da un portico con colonne d'ordine dorico, mentre l'interno ha pianta circolare, sormontata da una cupola decorata a cassettoni, a somiglianza del Pantheon di Roma.